# Meunasah Tuha (Lhoksukon)
Meunasah Tuha is een bestuurslaag in het regentschap Aceh Utara van de provincie Atjeh, Indonesië. Meunasah Tuha telt 341 inwoners (volkstelling 2010).